# Francisco Varallo
Francisco Varallo (født 5. februar 1910, død 30. august 2010) var en argentinsk fodboldspiller, der spillede på Argentinas fodboldlandshold. Han var den sidste levende person, der spillede med i den første VM-finale, der fandt sted i Montevideo, Uruguay i 1930.
Francisco Varallo afsluttede den aktive karriere i Boca Juniors, hvor han opnåede 210 kampe og scorede 181 mål.